# BA-466
A BA-466, também chamada de Avenida Brasil, é uma rodovia estadual da Bahia que liga o município de Tabocas do Brejo Velho à rodovia federal BR-242, em Cristópolis.